# 道格拉斯山 (斯科特海岸)
76°31′S 161°18′E / 76.517°S 161.300°E
道格拉斯山（Mount Douglas），是南極洲的山峰，位於維多利亞地的斯科特海岸，海拔高度1,750米，由英聯邦探險隊成員命名，現時由南極條約體系管理。